# Шареллу
Шаре́ллу (кат. xarel·lo) — біле каталонське вино.
Цей сорт винограду, разом з сортами параляза або парельяда (кат. parellada) та макабеу використовується у виробництві кави.
Зараз вирощується у таких районах каталанських країн: у кумарках Ал-Панадес, Баш-Панадес та Марезма, а також у кумарках баґарії Камп-да-Таррагона та на Мальорці.
Вину сорту шареллу присвоєно такі найменування, що підтверджують його оригінальність (кат. Denominació d'Origen Catalunya, відповідає фр. Appellation d'Origine Contrôlée або AOC): DO Alella, DO Binissalem, DO Costers del Segre, DO Penedès та DO Tarragona.
Синоніми назви — pansa blanca, pansa valenciana, panser, pansal, pansalet, cartoixà, palop, planta valenciana та planta bona, а на Мальорці ще — premsal blanc або premsal moll.